# Narcotango
Narcotango ist eine argentinische Musikformation um den Gründer Carlos Libedinsky. Ihre Musik wurde als Kreuzung zwischen Osvaldo Pugliese und Massive Attack beschrieben. Sie sind Vertreter des Electrotango.

## Mitglieder
- Carlos Libedinsky: Gründer, Komponist, Loops, Sample Programmierung, Gitarre
- Patricio Bonfiglio: Bandoneon
- Luciano Dyzenchanz: Bass
- Sebastián Monk: Keyboard
- Frederico Terranova: Violine
- Fernando del Castillo: Schlagzeug, Percussion

Aktuelle Besetzung:
- Carlos Libedinsky: Bandoneon
- Marcello Toth E-Gitarre
- Mariano Castro: Keyboard
- Fernando del Castillo: Schlagzeug

## Diskografie
- Narcotango (2003)
- Narcotango 2 (2006)
- En Vivo Narcotango (2008)
- Limanueva (2010)
- Cuenco (2013)